# Rhinophylla
Rhinophylla (Каролія) — рід родини листконосові (Phyllostomidae), ряду лиликоподібні (Vespertilioniformes, seu Chiroptera).

## Види
- Rhinophylla alethina (Handley, 1966)
- Rhinophylla fischerae (Carter, 1966)
- Rhinophylla pumilio (Peters, 1865)

## Поширення
Поширений в Південній Америці. 

## Морфологія
Довжина голови й тіла 43-58 мм, хвіст відсутній, передпліччя 29—37 мм, вага 9-16 грамів. Хутро щільне. Спинна частина, як правило, сіро-коричнева, в той час як черевна частина світліша. Писочок короткий, вуха великі, трикутні, розділені. Має 4 різці, 2 ікла, 4 премоляра, 6 молярів на кожній щелепі.